# ФК Балзан
ФК Балзан е малтийски футболен отбор от едноименния град. Играе в Малтийската Премиер лига, най-висшето ниво в Малта.
До 2014 година носи името „Балзан Ютс“.
През сезон 2014/15 тимът завършва 4-ти в малтийския шампионат и си осигурява историческо първо участие в евротурнирите.

## Успехи
- Малтийска Премиер лига:
  -  Вицешампион (2): 2016 – 2017, 2017 – 2018

- Купа на Малта:
  -  Носител (1): 2018 – 2019
  -  Финалист (1): 2015 – 2016

- Суперкупа на Малта:
  -  Финалист (2): 2018, 2019

- Втора дивизия:
  -  Шампион (1): 2008 – 2009

## Български футболисти
- Мартин Деянов: 2012/13 (32 мача - 1 гол)